# بويكو بوريسوف
بويكو بوريسوف (بالبلغارية: Бойко Борисов)‏ هو رئيس وزراء بلغاريا منذ 27 يوليو 2009.

## روابط خارجية
- بويكو بوريسوف على موقع IMDb (الإنجليزية)
- بويكو بوريسوف على موقع الموسوعة البريطانية (الإنجليزية)
- بويكو بوريسوف على موقع مونزينجر (الألمانية)
- بويكو بوريسوف على موقع قاعدة بيانات الفيلم (الإنجليزية)
- بويكو بوريسوف على موقع كينوبويسك (الروسية)